# Lorenzo Pascale
Lorenzo Pascale (o Pasquale)  (Savigliano, XVI secolo – XVII secolo) è stato un pittore e scultore italiano.

## Biografia

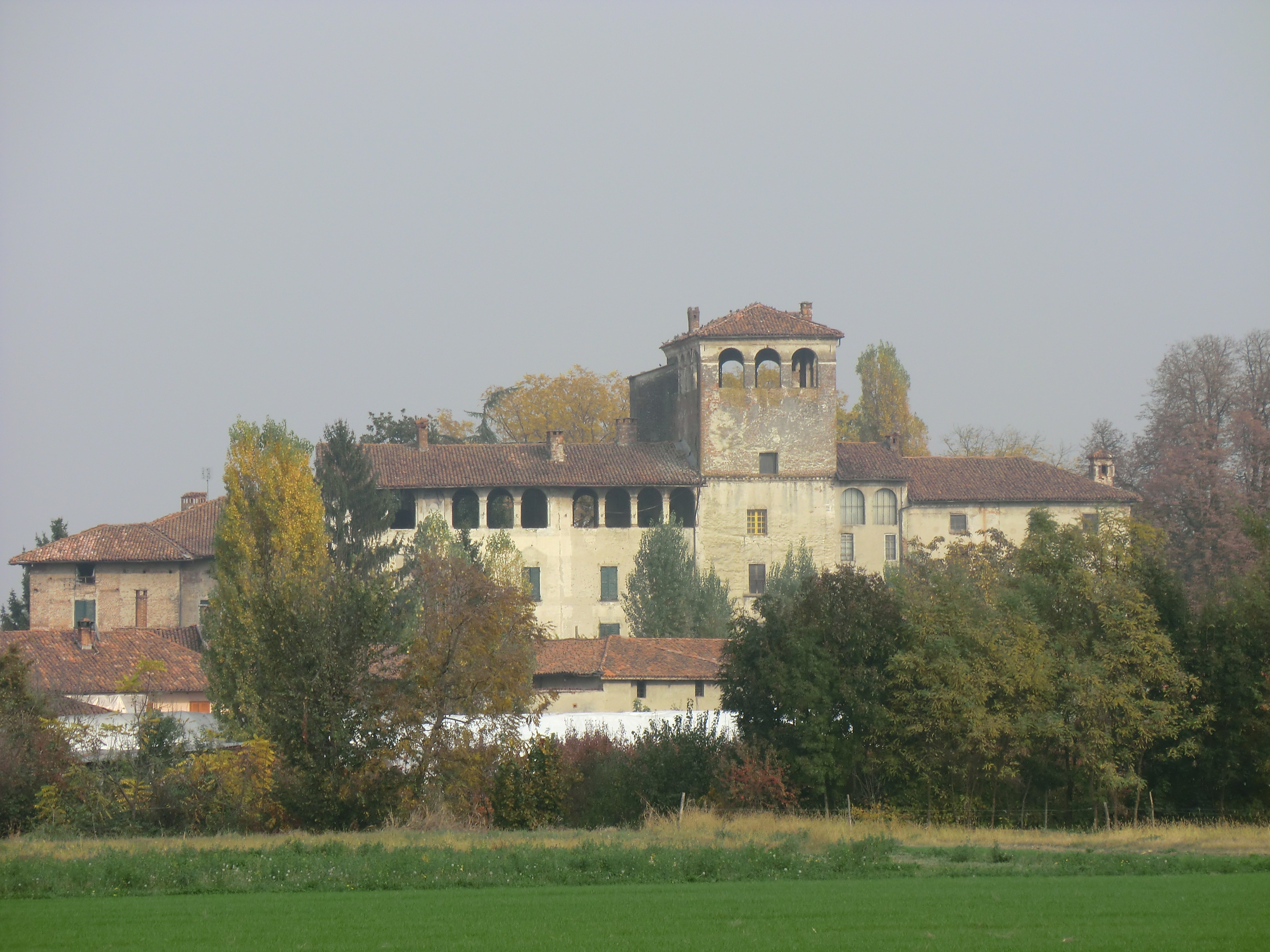
Il castello di Ruffia, in provincia di Cuneo

Lorenzo Pascale di Savigliano, figlio di Oddone, anch'egli pittore, appartenne ai Pascale (o Pasquale), famiglia originaria di Trinità, oggi in provincia di Cuneo, che produsse almeno tre generazioni di pittori attivi in Piemonte nel XVI secolo. Documentato per 66 anni della propria vita, fu sia pittore che scultore ligneo. 
Lorenzo Pascale dipinse la cappella dell'Annunziata e un padiglione del giardino del castello di Ruffia. Altri dipinti furono realizzati per la chiesa di Sant'Andrea e il santuario dell'Assunta di Savigliano.